# Tây Hồ (Hàng Châu)
Tây Hồ (tiếng Trung: 西湖; bính âm: Xī Hú) là một hồ nước ngọt nổi tiếng nằm về phía tây thành phố Hàng Châu, thuộc tỉnh Chiết Giang, thuộc miền đông Trung Quốc. Chiều dài lớn nhất theo hướng bắc-nam là 3,3 km còn chiều rộng lớn nhất theo hướng đông-tây là 2,8 km. Diện tích của khu vực hồ khoảng 6,3 km², trong đó phần diện tích chứa nước khoảng 5,66 km².
Cảnh quan văn hóa Tây Hồ đã được UNESCO đưa vào danh sách di sản văn hóa thế giới năm 2011, và nó được miêu tả là có "ảnh hưởng tới việc thiết kế vườn ở phần còn lại của Trung Quốc cũng như ở Nhật Bản và Triều Tiên trong nhiều thế kỷ.".
Hồ được chia ra 3 phần bởi ba con đê ngăn là đê Tô (苏堤-Tô đê), đê Bạch (白堤-Bạch đê), và đê Dương Công (杨公堤-Dương Công đê). Hồ cũng có thể chia thành 5 hồ nhỏ gọi là Ngoại Tây Hồ, Lý Tây Hồ, Hậu Tây Hồ, Tiểu Nam Hồ và Nhạc Hồ. Trong hồ có 1 ngọn núi thấp (đồi) gọi là Cô Sơn chiếm diện tích khoảng 200.000 m² và 3 đảo là Hồ Tâm Đình, Tiểu Doanh Châu, Nguyễn Công Đôn.
Tên gọi "Tây Hồ" cũng được sử dụng cho một số hồ khác ở Trung Quốc và các nước láng giềng khác như Nhật Bản với hồ Saiko, Việt Nam với Hồ Tây. Theo thống kê của Lonely Planet, có 800 hồ ở Trung Quốc với tên gọi này. Tuy nhiên, Tây Hồ ở Hàng Châu nổi tiếng nhất do đó tên gọi này thường chỉ áp dụng cho hồ này.
Người ta còn gọi nó là nhất núi, nhị đê, tam đảo, ngũ hồ.

## Lịch sử

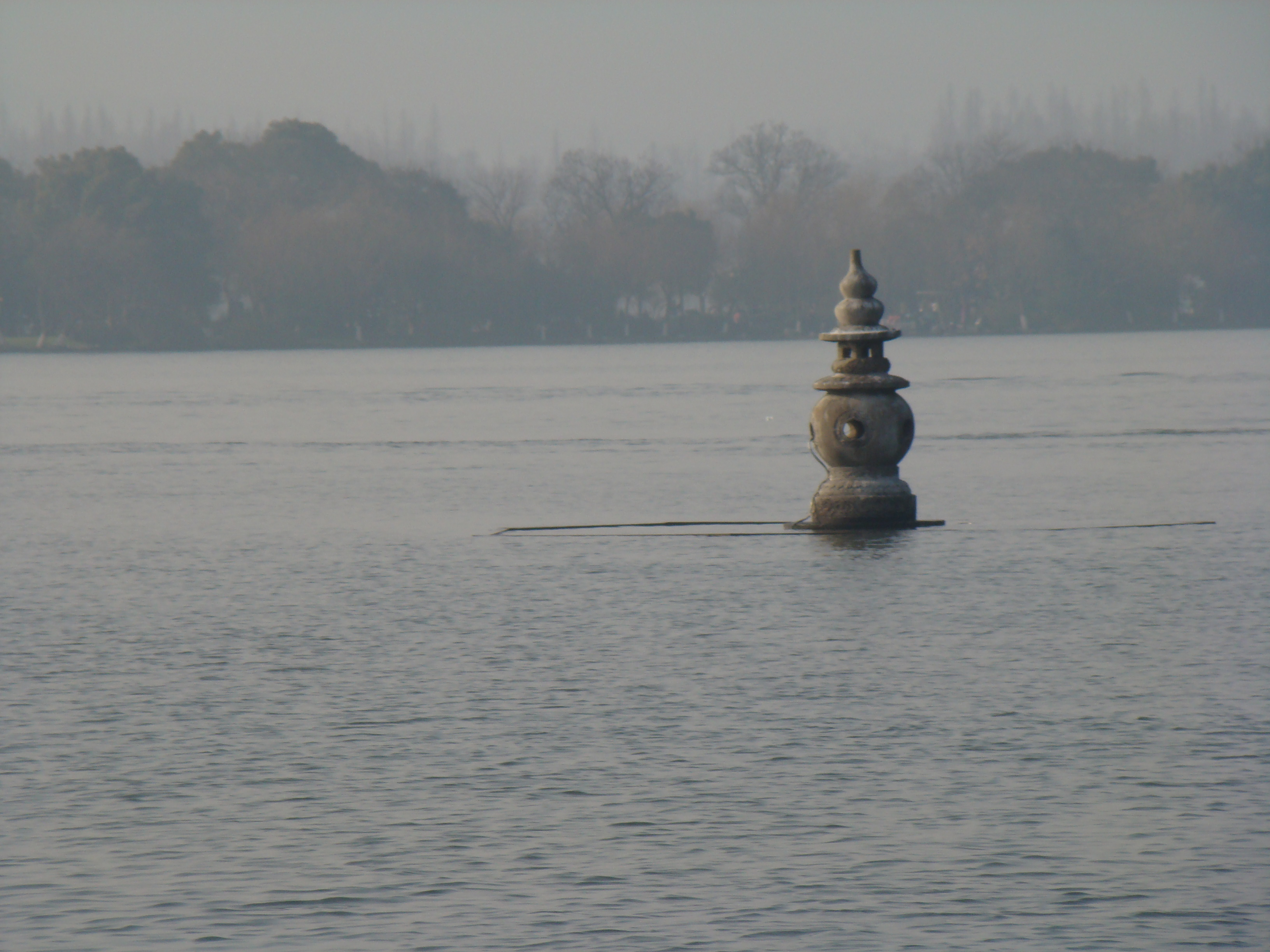
Cảnh nổi tiếng nhất Tây Hồ: một trong ba Tam đàn ấn nguyệt-để canh nước trong hồ không quá cao cũng không quá cạn

Vào giữa thời nhà Đường, trong khoảng các niên hiệu Trường Khánh (821-824) và Bảo Lịch (825-826), nhà thơ Bạch Cư Dị đã tới Hàng Châu làm thứ sử (822-825). Cùng với việc ông là một nhà thơ tài năng, thì các thành tích lớn của ông tại Hàng Châu đã làm cho ông trở thành một thứ sử lớn. Ông nhận ra rằng vùng đất trồng trọt cận kề phụ thuộc vào nguồn nước của Tây Hồ, nhưng do sự cẩu thả của viên thứ sử tiền nhiệm, nên con đê cũ đã sụp đổ, lượng nước của Tây Hồ vì thế mà bị cạn kiệt đi, và những người nông dân địa phương đã phải gánh chịu nạn hạn hán khủng khiếp. Ông đã ra lệnh cho đắp con đê cao và to hơn, với đập ngăn nước để kiểm soát lượng nước chảy và vì thế đã giải quyết được vấn đề khô hạn. Cuộc sống của cư dân địa phương vì thế đã được cải thiện trong những năm sau đó. Từ đó Bạch Cư Dị có thêm thời gian nhàn rỗi để thưởng thức cảnh đẹp của Tây Hồ, gần như là mọi ngày ông đều đến Tây Hồ. Ông ra lệnh cho đắp một con đường đắp cao nối liền Đoạn kiều (cầu gãy) với Cô Sơn, để thuận tiện cho việc đi bộ, thay vì phụ thuộc vào thuyền. Sau đó ông cho trồng những cây đào và liễu dọc theo đê, làm cho nó trở thành một phong cảnh đẹp của Tây Hồ. Con đường đắp cao này sau này được gọi là đê Bạch để ghi nhớ công ơn của ông.
Trên 200 năm sau, vào thời kỳ bắt đầu của niên hiệu Nguyên Hựu (1086-1094) nhà Tống, một nhà thơ lớn khác, Tô Đông Pha (Tô Thức), cũng đã đến Hàng Châu làm thứ sử. Vào thời gian đó, những người nông dân lại phải gánh chịu hạn hán, do sự phát triển quá mạnh của các loại rong rêu dưới đáy hồ đã cản trở các đường dẫn tưới tiêu. Ông ra lệnh nạo vét hồ và chồng chất các loại bùn rác thành một con đường đắp cao khác, theo kiểu của đê Bạch, nhưng rộng hơn và gần như là dài gấp ba lần, ông cũng cho trồng các cây liễu dọc theo các bờ đất của nó. Con đường đắp cao mới này ngày sau cũng được đặt theo họ ông là đê Tô. Có 6 chiếc cầu dọc theo chiều dài 2,6 km của đê Tô. "Tô đê xuân hiểu" là một trong những cảnh đẹp của Tây Hồ.

## Mười cảnh đẹp của Tây Hồ
Mười cảnh đẹp của Tây Hồ (西湖十景-Tây Hồ thập cảnh), mỗi phong cảnh này đều được đánh dấu bằng một cái bia với tên gọi được chính hoàng đế Càn Long nhà Thanh viết theo kiểu thư pháp, là:
- 苏堤春晓 - Tô đê xuân hiểu: Buổi sáng mùa xuân trên đê Tô
- 柳浪闻莺 - Liễu lãng văn oanh: Chim oanh hót trong bụi liễu
- 花港观鱼 - Hoa cảng quan ngư: Xem cá tại ao hoa
- 曲院风荷 - Khúc viện phong hà: Hương sen thổi nhẹ tại sân cong
- 南屏晚钟 - Nam Bình vãn chung: Chuông chiều ở núi Nam Bình
- 平湖秋月 - Bình hồ thu nguyệt: Trăng mùa thu trên hồ yên bình
- 雷峰夕照 - Lôi Phong tịch chiếu: [Tháp] Lôi Phong trong ánh sáng buổi chiều
- 三潭印月 - Tam đàm ấn nguyệt: Ba đầm nước phản chiếu ánh trăng
- 断桥残雪 - Đoạn kiều tàn tuyết: Tuyết còn sót lại trên cầu gãy
- 双峰插云 - Song phong sáp vân: Hai ngọn núi đâm vào mây

Tam đàn ấn nguyệt được in trên mặt sau tờ 1 nhân dân tệ

## Các phong cảnh khác
Các phong cảnh khác còn có:

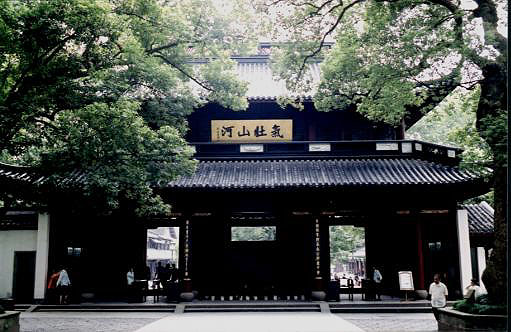
Miếu thờ Nhạc Phi.

- Nhạc Vương Miếu, mộ và miếu thờ Nhạc Phi.
- Chùa Linh Ẩn (Linh Ẩn tự), một ngôi chùa cổ của Phật giáo tại Trung Quốc cùng các ngọn núi, đồi và vườn bao quanh.
- Các trang trại trồng chè Long Tỉnh, một loại chè nổi tiếng vì chất lượng và hương vị.
- Mộ Tô Tiểu Tiểu (479-502?), một ca kĩ nổi tiếng thuộc Nam Tề thời Nam-Bắc triều.
- Mộ Võ Tòng (Võ Nhị Lang, cuối thế kỷ 11, đầu thế kỷ 12), người nổi tiếng vì đã tay không giết hổ trên đồi Cảnh Dương, một trong số 108 anh hùng Lương Sơn Bạc. Ngôi mộ đã bị phá hủy trong Cách mạng văn hóa, được xây dựng lại năm 2004.
- Suối Hổ Bào, một dòng suối nổi tiếng vì nước của nó.

## Tây Hồ trong văn hóa

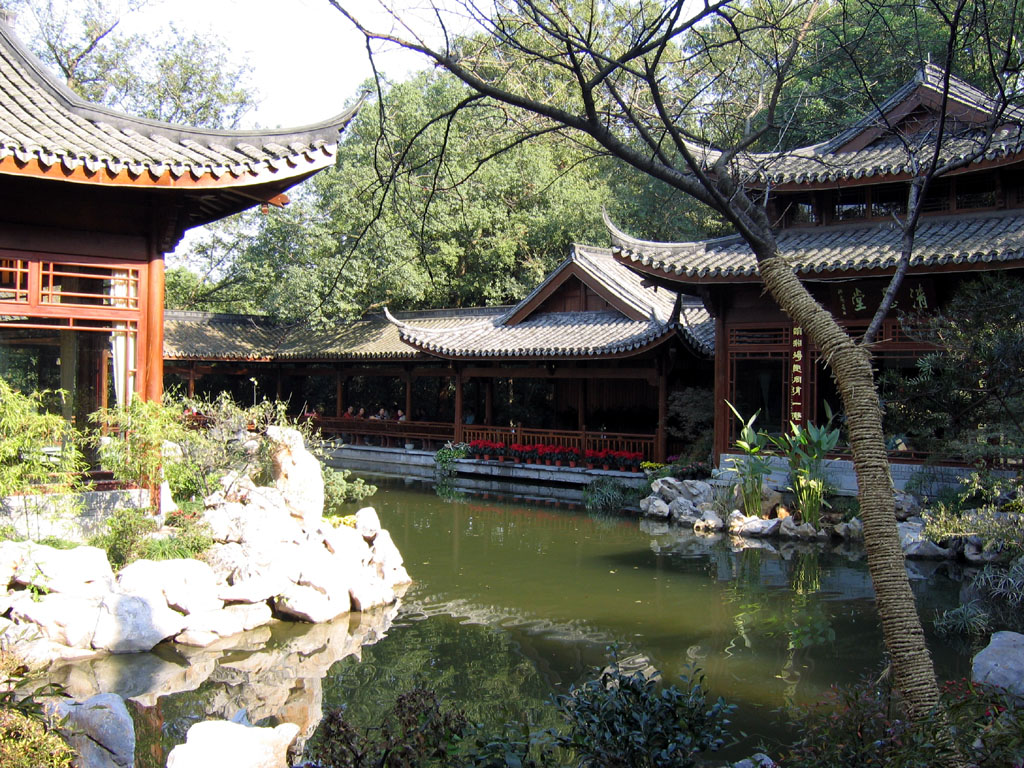
Các công trình theo phong cách cổ điển Trung Hoa bên trong Tây Hồ

Tây Hồ được cho là sự hóa thân của Tây Thi, một trong Tứ đại mỹ nhân Trung Hoa thời Trung Quốc cổ đại. Kể từ thời cổ đại, Tây Hồ đã gắn liền với nhiều nhà thơ lãng mạn, nhà triết học thâm thúy, các vị anh hùng dân tộc.
- Nhà triết học Cát Hồng thời Đông Tấn đã tu luyện các phép thuật Đạo giáo và viết ra công trình triết học nổi tiếng nhất của ông là Bão Phác Tử (抱朴子) tại khu vực núi xung quanh Tây Hồ.
- Nhà thơ Lạc Tân Vương thời Đường đã ẩn dật tại Linh Ẩn tự.
- Nhà thơ kiêm thứ sử thời Đường Bạch Cư Dị đã cho xây dựng con đê đầu tiên, ngày nay gọi là đê Bạch.
- Nhà thơ kiêm thứ sử thời Tống Tô Đông Pha, đã nạo vét hồ và cho xây dựng đê Tô, biến nó trở thành một phong cảnh đẹp khác của Tây Hồ. Ông cũng là người nghĩ ra một loại thực đơn đặc biệt để chế biến thịt lợn với tên gọi trong thực đơn là 東坡肉 (Đông Pha nhục), bằng tiếng Anh là Dongpo pork. Món thịt lợn kiểu Đông Pha này là thực đơn trong mọi khách sạn ở Hàng Châu.
- Anh hùng dân tộc Trung Hoa thời Tống là Nhạc Phi cũng đã được mai táng gần Tây Hồ.

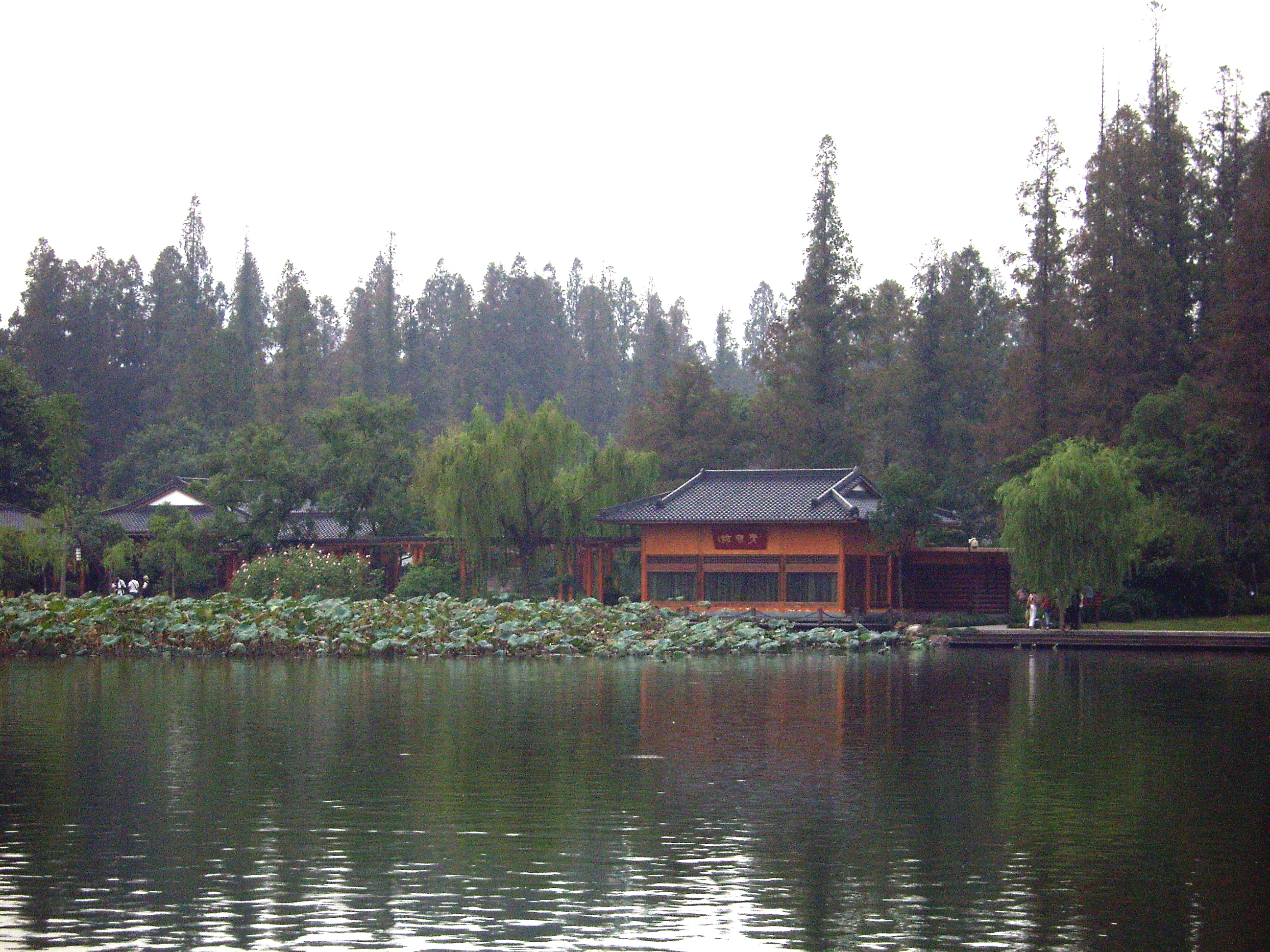
Hoa sen tỏa hương tại sân cong

- Một nhà văn thời cuối Minh đầu Thanh là Trương Đại, đã viết các tác phẩm lớn về Tây Hồ, như trong Đào Am mộng ức (陶庵梦忆), và toàn bộ cuốn sách Tây Hồ mộng tầm (西湖梦寻).

## Các hồ khác
- Hồ Côn Minh (昆明湖), hồ trung tâm trong khu vực Di Hòa Viên tại Bắc Kinh, đã được tạo ra bằng cách mở rộng một hồ có sẵn theo kiểu Tây Hồ ở Hàng Châu.

## Thư viện ảnh

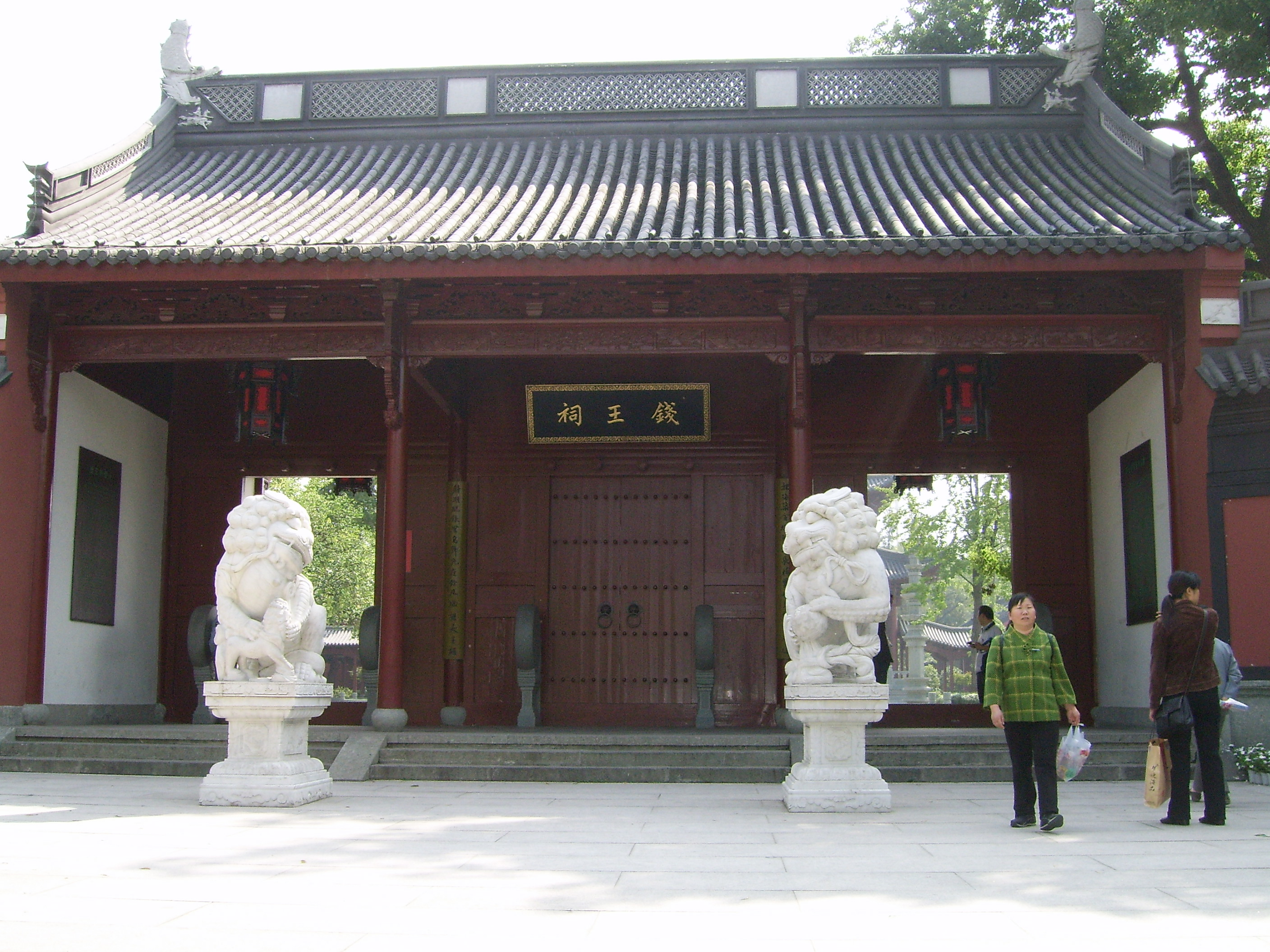
Chùa Tiễn Vương, lối vào một trong mười cảnh đẹp của Tây Hồ: Liễu lãng văn oanh.
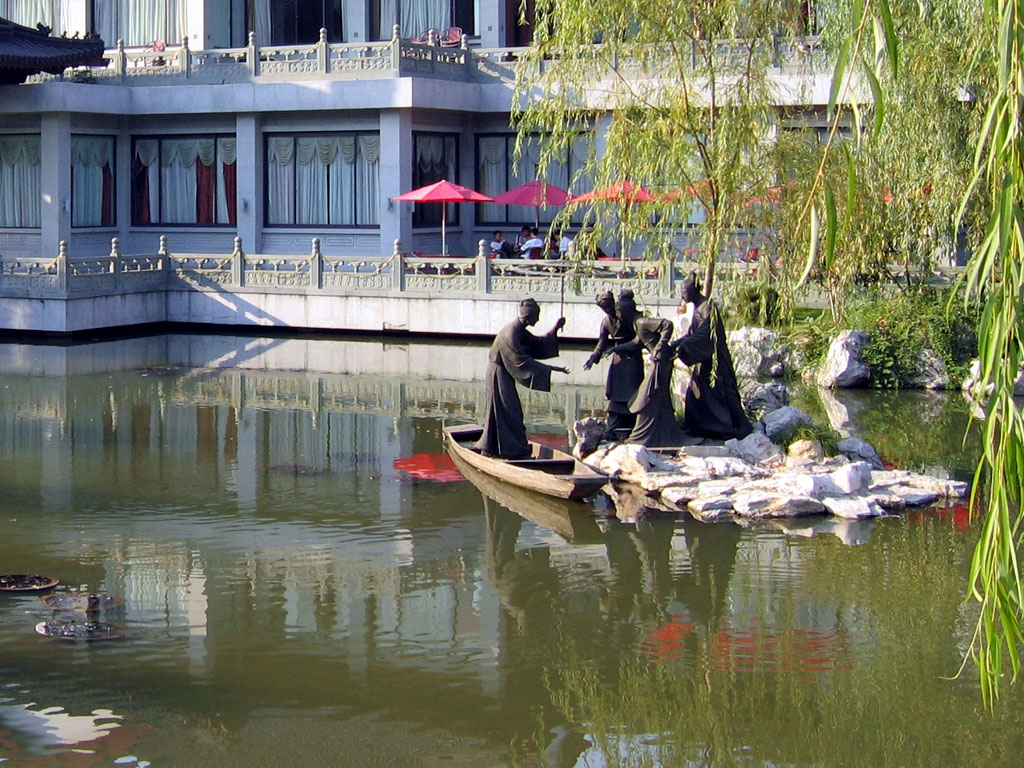
Các bức tượng bên trong Tây Hồ
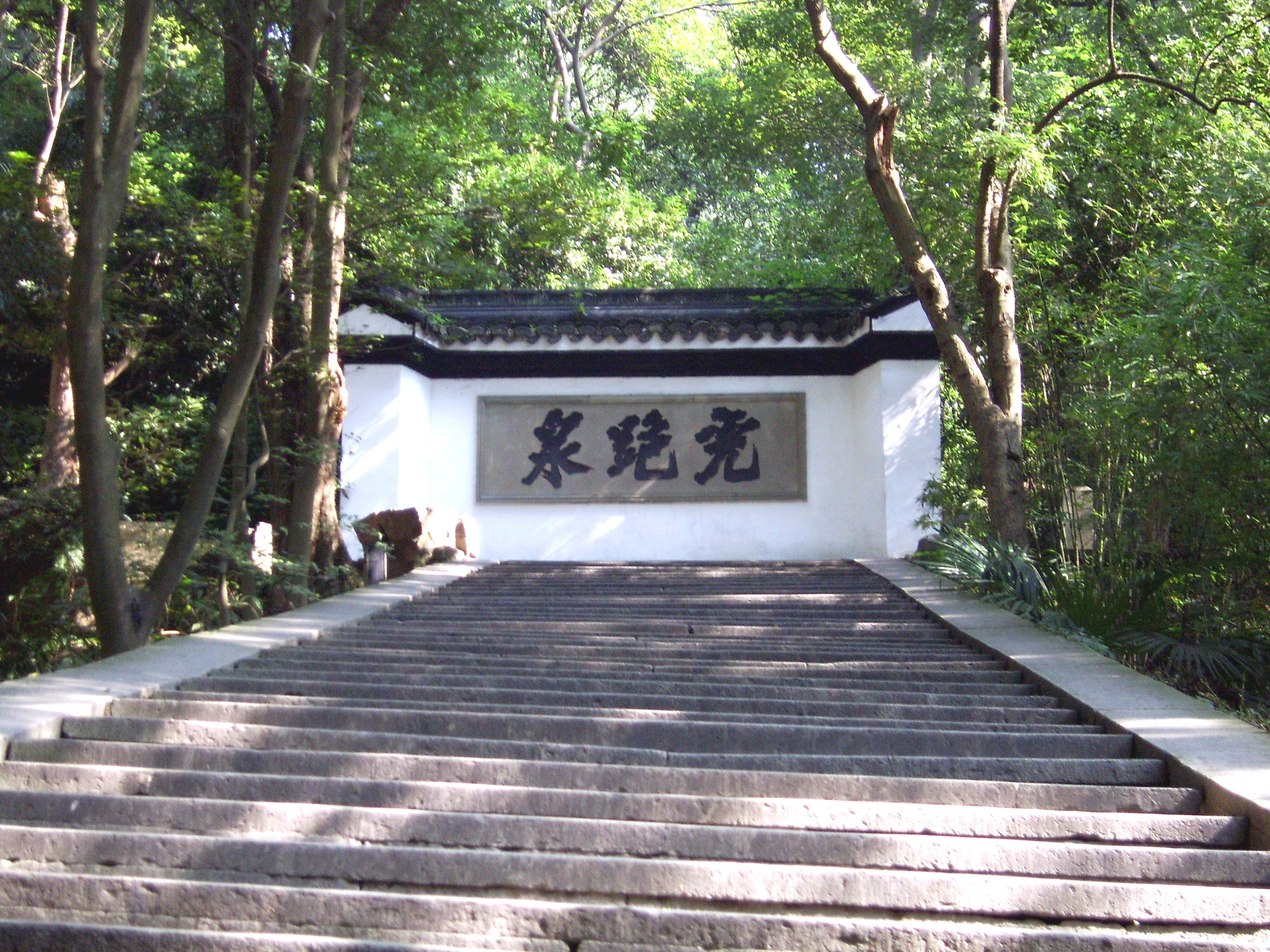
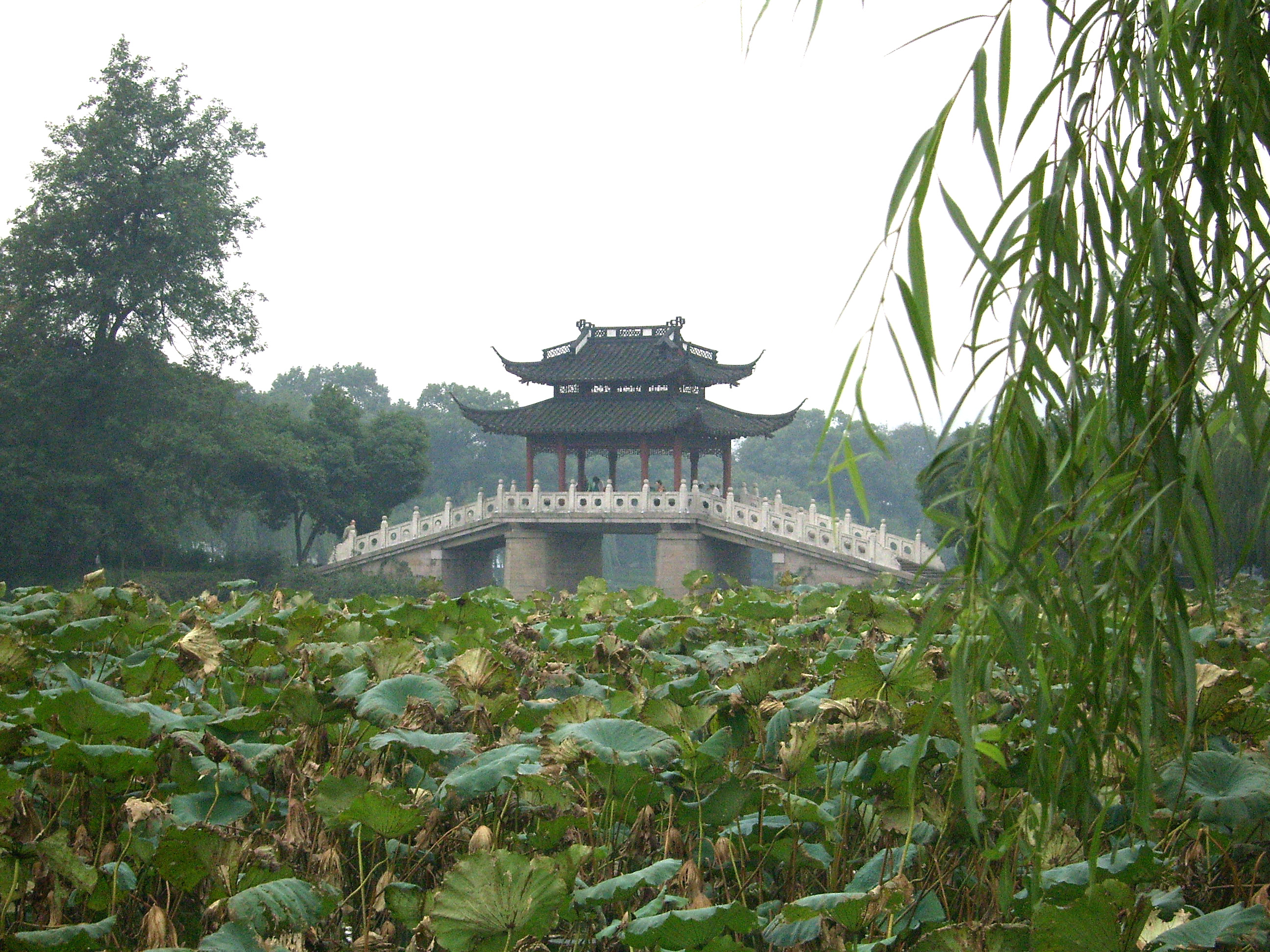
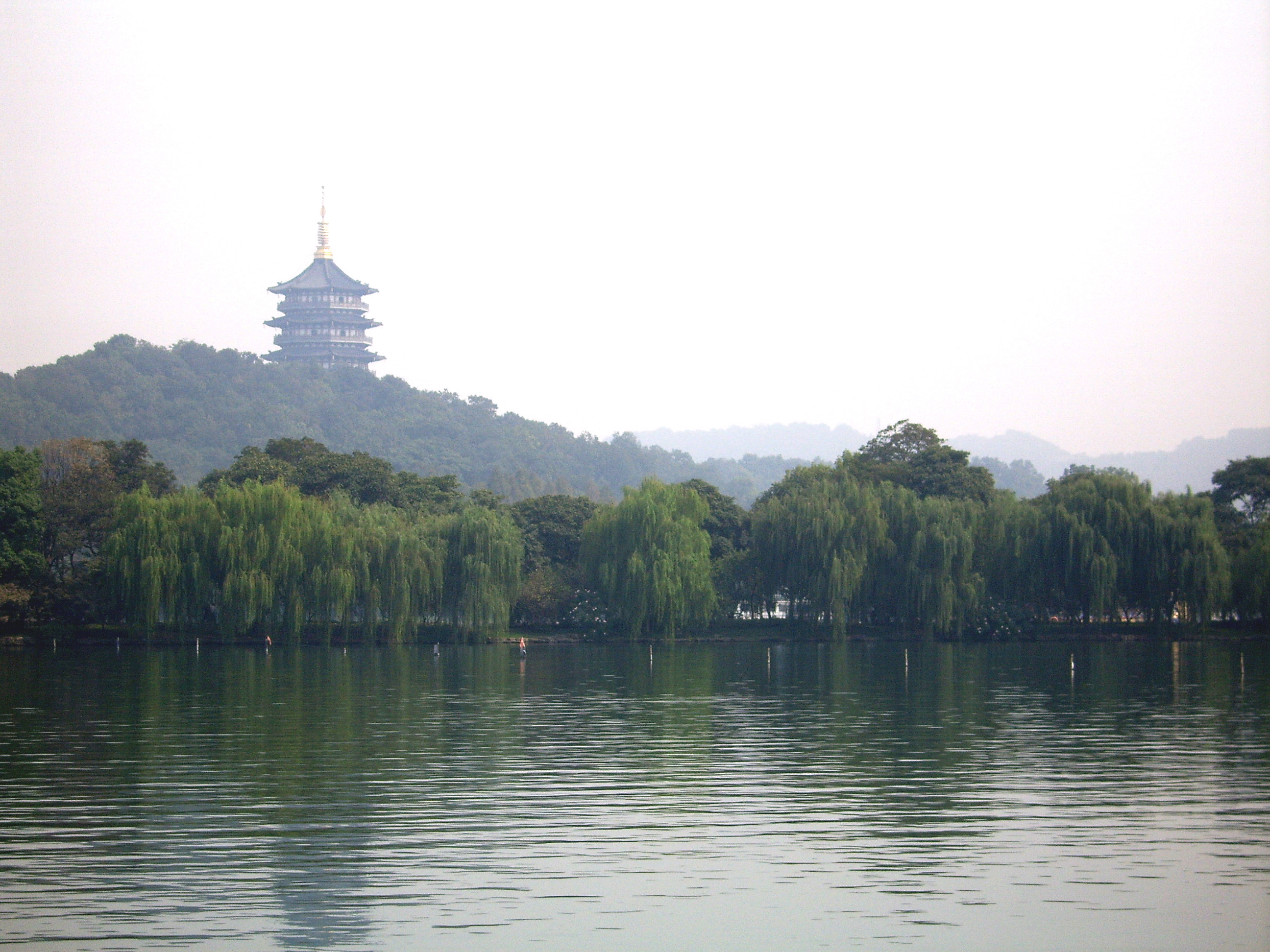
Phong cảnh tháp Lôi Phong buổi chiều tà
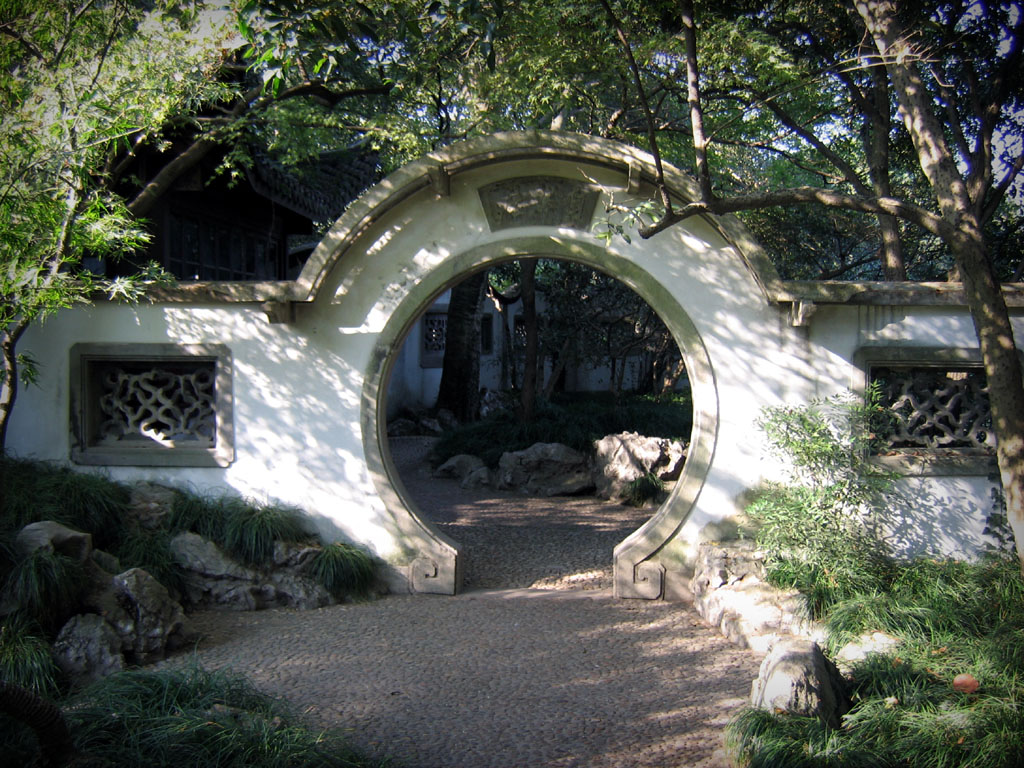
Một cổng vào truyền thống của Tây Hồ
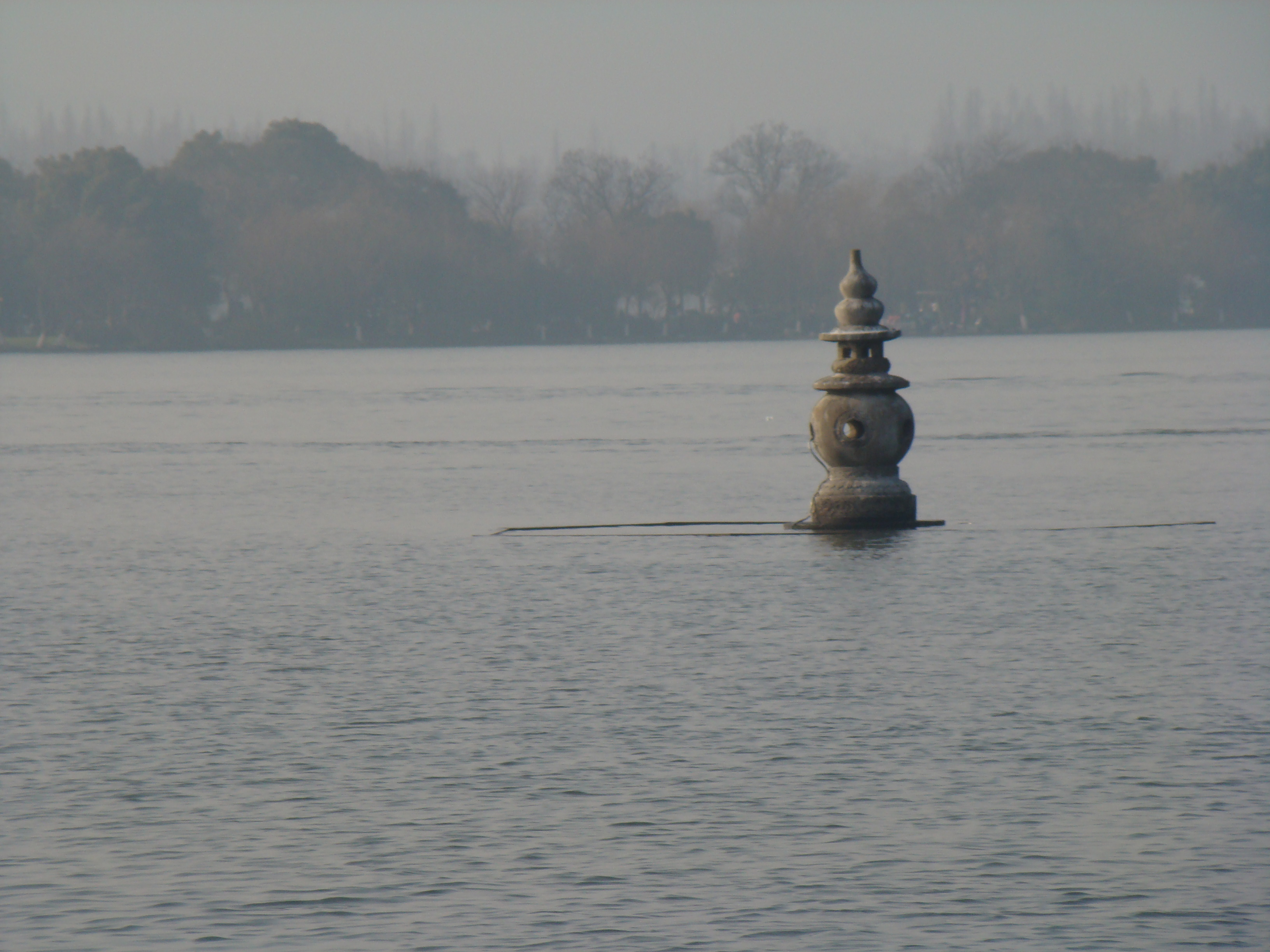
Tam đàm ấn nguyệt
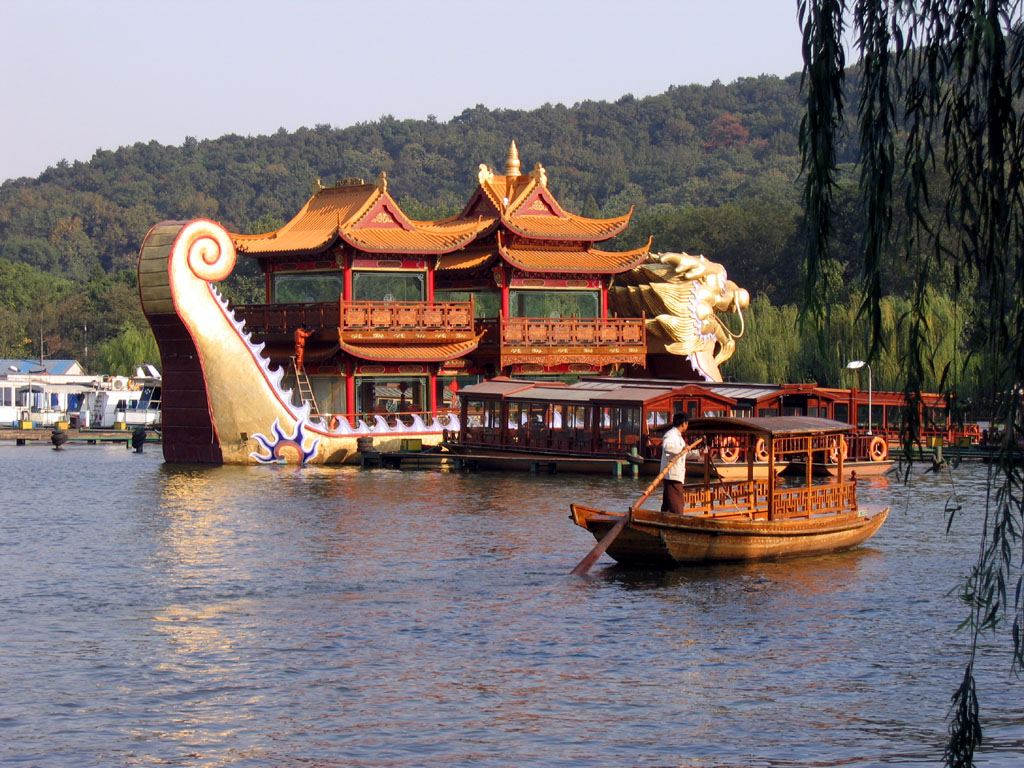